# 查特胡奇-奥科尼国家森林
查特胡奇-奥科尼国家森林（英語：Chattahoochee-Oconee National Forest）是美国的一处国家森林，1936年7月9日建立，位处佐治亚州，总占地面积866,468英畝（3,506.47平方），最近的城市为雅典市。该森林是两个森林——奥科尼国家森林（Oconee National Forest，750,145英畝（3,035.73平方））和查特胡奇国家森林（Chattahoochee National Forest，116,232英畝（470.37平方））两处的合称。